# West Coast Rangers
Der West Coast Rangers Football Club ist ein neuseeländischer Fußballklub aus Whenuapai in Auckland.

## Geschichte
Der Klub wurde im Jahr 2021 in Folge der Fusion von Waitakere City und Norwest United gegründet. Als neuer Klub nahm man nun mit der Männer-Mannschaft einen Platz in der zweitklassigen Northern League, innerhalb des neu eingeführten Systems der National League zur Saison 2021 ein. Mit nur 11 Punkten stieg man über den letzten Platz der Tabelle jedoch direkt wieder ab. Über den ersten Platz in der NRFL Division 1 stieg man dann aber direkt wieder auf und tritt somit in der Spielzeit 2023 wieder in der Northern League an.
Die Frauen-Mannschaft spielt seit der Saison 2022 ebenfalls in der National Women’s League.